# Кохма
Кохма (рус. Кохма) град је у Русији у Ивановској области. Према попису становништва из 2010. у граду је живело 29408 становника.

## Становништво
| 1939.  | 1959.  | 1970.  | 1979.  | 1989.  | 2002.  | 2010.  |
| ------ | ------ | ------ | ------ | ------ | ------ | ------ |
| 18.983 | 20.252 | 22.323 | 25.059 | 26.962 | 28.761 | 29.408 |